# Mukawa
Mukawa (むかわ町?) è una cittadina giapponese della prefettura di Hokkaidō.